# Широкобуеракское муниципальное образование
Широкобуеракское муниципальное образование — сельское поселение в Вольском районе Саратовской области Российской Федерации.
Административный центр — село Широкий Буерак.

## История
Статус и границы сельского поселения установлены Законом Саратовской области от 27 декабря 2004 года № 86-ЗСО «О муниципальных образованиях, входящих в состав Вольского муниципального района».

## Население
| 2010  | 2011  | 2012  | 2013  | 2014  | 2015  | 2016  |
| ----- | ----- | ----- | ----- | ----- | ----- | ----- |
| 1835  | ↘1828 | ↗1872 | ↘1869 | ↗1941 | ↘1910 | ↘1866 |
| 2017  | 2018  | 2019  | 2020  | 2021  |       |       |
| ↗1874 | ↘1816 | ↘1741 | ↘1693 | ↘1563 |       |       |

## Состав сельского поселения
| № | Населённый пункт | Тип населённого пункта       | Население |
| - | ---------------- | ---------------------------- | --------- |
| 1 | Богатое          | село                         | ↗267      |
| 2 | Богородское      | село                         | ↘264      |
| 3 | Заветное         | село                         | ↘171      |
| 4 | Рощино           | село                         | 18        |
| 5 | Широкий Буерак   | село, административный центр | ↘1115     |